# Osmond (Nebraska)
Pour les articles homonymes, voir Osmond.
Osmond est une ville américaine située dans le Comté de Pierce, au Nebraska. Selon le recensement de 2010, sa population est de 783 habitants.